# Quintet de vent (Nielsen)
El Quintet de vent de Carl Nielsen, o com indica la partitura original, el Kvintet for Flöte, Obo, Klarinet, Horn og Fagot, op. 43, va ser composta a principis de 1922 a Göteborg, Suècia, on es va interpretar per primera vegada en privat a casa d'Herman i Lisa Mannheimer el 30 d'abril de 1922. La primera actuació pública va ser el 9 d'octubre de 1922 a la sala més petita del Palau Odd Fellows de Copenhaguen. Es considera un element bàsic del repertori per a quintet de vent.

## Origen i context
Tot i que avui dia Nielsen destaca principalment per les seves simfonies i concerts, on els instruments de vent metall tenen un paper notable, també va deixar una important contribució a la música de cambra amb obres com els seus quatre quartets de corda i el quintet de vent.
Segons el seu biògraf Torben Meyer, Carl Nielsen va començar a compondre el quintet de vent a la tardor de 1921 després d'escoltar quatre membres del Quintet de vent Copenhaguen (flautista⁣: Paul Hagemann, oboista⁣: Svend C. Felumb, clarinetista⁣: Aage Oxenvad, trompa⁣: Hans Sørensen, fagot⁣: Knud Lassen) assajant la Sinfonia Concertante de Mozart amb el pianista Christian Christiansen, amb qui Nielsen mantenia una conversa telefònica mentre els vents assajaven. Van ser aquests músics els que va tenir especialment presents quan va escriure la peça.
El compositor i biògraf britànic Robert Simpson escriu: "L'afició de Nielsen pels instruments de vent està estretament relacionada amb el seu amor per la natura, la seva fascinació per viure i respirar coses. També estava molt interessat en el caràcter humà i en el Quintet de vent que va compondre deliberadament per a cinc amics, cada part està dissenyada amb astúcia per adaptar-se a la individualitat de cada músic".

## Música
En una nota del programa, el mateix Nielsen va fer una descripció de l'obra: "El quintet per a vents és una de les darreres obres del compositor, en la qual ha intentat representar els caràcters dels diferents instruments. En un moment tots estan parlant alhora, en un altre estan força sols. L'obra consta de tres moviments: a) Allegro, b) Minuet i c) Preludi – Tema amb variacions. El tema d'aquestes variacions és la melodia d'una de les cançons espirituals del Nielsen, que aquí s'ha convertit en la base d'un conjunt de variacions, ara alegres i peculiars, ara elegíaques i serioses, que acaben amb el tema en tota la seva senzillesa i molt tranquil·lament expressat." En general, la peça combina aspectes del neoclassicisme i el modernisme.
El primer moviment és en forma de sonata, el segon és un minuet amb una qualitat rústica i el tercer s'obre amb un breu praeludium seguit d'un conjunt de variacions.
Audio playback is not supported in your browser. You can download the audio file.
I. Allegro ben moderato
El primer moviment comença amb l’exposició del tema en el fagot en mi major, seguida d'una resposta en els vents aguts  i repetida per la trompa en la tonalitat de la major. A continuació, el tema és fragmentat. El segon tema, en re menor, és introduït primer per la trompa i després per l'oboè i el fagot, mentre que la flauta i el clarinet l’acompanyen amb figures en tresets. La secció de desenvolupament s’inicia després de la repetició del primer tema. La recapitulació comença en mi major, amb el segon tema en si menor, harmonitzat en terceres per la trompa i el fagot. Finalment, el moviment conclou en mi major. En conjunt, sembla escrit en mi major, dominant dels dos moviments següents, que són predominantment en la tonalitat de la major.
Audio playback is not supported in your browser. You can download the audio file.
II. Menuet
El segon moviment és bastant neoclàssic i està escrit lleugerament per la trompa, cosa que permet al músic descansar. El primer tema es presenta com un duet entre el fagot i el clarinet, i de la mateixa manera, el segon tema també es presenta com un duet entre la flauta i l'oboè. Aquest material és bastant senzill, i tots els instruments estan presents quan es resumeix el primer tema. El trio, interpretat pel fagot, l'oboè i la flauta, és de naturalesa canònica i contrapuntística, en contrast amb el primer i segon temes més senzills.
Audio playback is not supported in your browser. You can download the audio file.
III. Praeludium – Tema amb variacions
Al Praeludium, l'oboè és substituït pel corn anglès, proporcionant un to de color diferent d'una obra ja acolorida. Es creu que aquest canvi es va inspirar en el solo de corn anglès de l'oboista Felumb durant una interpretació de la Simfonia fantàstica d'⁣Hector Berlioz que Nielsen va dirigir a Bremen. Les variacions es basen en la mateixa melodia coral de Nielsen Min Jesus, lad min Hjerte faa en saaden Smag paa dig (Jesús meu, fes que el meu cor t'estimi). Les variacions són la part més complexa de la peça i consisteixen en el tema, onze variacions i una reafirmació final del tema.

## Recepció
La primera actuació pública va ser el 9 d'octubre de 1922 a la sala més petita del Palau Odd Fellows de Copenhaguen. Va ser interpretada pels cinc músics esmentats al Quintet de vent Copenhaguen. Les ressenyes van ser positives. *Berlinske Tidende* va esmentar la "serietat masculina, la gràcia rítmica, l'humor fecund... El tema [del tercer moviment] va resultar ser la preciosa melodia de Carl Nielsen per a l'himne 'Jesús meu, fes que el meu cor t'estimi' (Min Jesus, lad mit Hjerte faa, de *Halvthundrede Salmer*) – només una línia de música, però el desig i la devoció d'una ment es desprenen d'aquestes poques mesures". Va concloure que "els membres del Quintet de Vent van oferir una excel·lent interpretació de l'obra nova i van ser recompensats amb els aplaudiments més càlids".
L'estudiós de Nielsen Robert Simpson va dir el següent sobre el Quintet.
| « | Es pot argumentar sense cap dubte que el seu Quintet de Vent és el més subtil i refinat que s'ha escrit mai, que el Concert per a flauta és el millor que existeix, i que el Concert per a clarinet és el més gran des de Mozart. Aquestes no són afirmacions extravagants. Potser resulta curiós que Nielsen, que era violinista (tot i que va tocar la corneta en la seva joventut), sovint escrigués amb més perspicàcia per als instruments de vent que per als de corda. Nielsen mostra gran imaginació i enginy en crear una sorprenent varietat de sonoritats i combinacions en el Quintet de Vent; pocs pensarien que una de les dificultats principals d'aquesta combinació és el fet que els cinc instruments no es fusionen fàcilment. | » |

El quintet de vent es va tocar amb freqüència durant la vida del compositor, inclosa una actuació a la Setmana Internacional de la Música de Berlín el 29 de març de 1923. També es va representar al seu funeral el 1931.

## Actuacions avui
Segons la informació de la Carl Nielsen Society, el Quintet de vent és una de les obres més interpretades de Nielsen, tant a Escandinàvia com a la resta del món.